# XX Cuerpo de Ejército (Bando republicano)
El XX Cuerpo de Ejército fue una formación militar perteneciente al Ejército Popular de la República que luchó durante la Guerra Civil Española. Durante la contienda llegó a tomar parte en las campañas de Teruel y Levante. Por la jefatura de la unidad pasaron militares prestigiosos como Leopoldo Menéndez López, Francisco Galán o Gustavo Durán.

## Historial
A comienzos de agosto de 1937 una directo del Estado Mayor republicano preveía la organización del XX Cuerpo de Ejército, que fue creado oficialmente el 24 de agosto de 1937. Ese día el teniente coronel Leopoldo Menéndez López era nombrado comandante de la nueva unidad, mientras que el teniente coronel Francisco Domínguez Otero fue designado jefe de Estado Mayor. La nueva unidad fue organizada en la retaguardia republicana, situándose sus nuevas divisiones en proceso de formación en las localidades manchegas de Manzanares, Daimiel y Ciudad Real. El XX Cuerpo de Ejército estableció su cuartel general en Daimiel durante estos primeros meses.

#### Batalla de Teruel
En diciembre de 1937 la formación, integrada en el Ejército de Levante y compuesta por las divisiones 40.ª y 68.ª, participó en la batalla de Teruel. Las unidades del XX Cuerpo, situadas al suroeste de Teruel, avanzaron sobre la capital; la 40.ª División de carabineros se destacó especialmente en estas operaciones y durante los combates urbanos en la capital turolense. El 24 de diciembre el general Vicente Rojo ordenó que toda la artillería del XX Cuerpo bombardeara los dos focos de resistencia franquista que quedaban en el interior de la ciudad. Durante estas jornadas fuerzas del XX Cuerpo de Ejército tuvieron una destacada actuación, lo que motivó que su comandante — Leopoldo Menéndez López— fuese ascendido al rango de coronel. Los defensores franquistas terminaron por rendirse finalmente el 8 de enero de 1938.
El 11 de enero de 1938 el cuerpo de ejército pasó a la reserva, si bien los contraataques franquistas obligarían a su posterior regreso al frente. Para estas fechas el mando de la formación había pasado al teniente coronel Francisco Galán, veterano de Madrid y del frente norte. A finales de enero la 66.ª División, nuevamente adscrita al XX Cuerpo, resistió los ataques franquistas. A comienzos de febrero de 1938 el XX Cuerpo alineaba a las divisiones 66.ª, 67.ª y 46.ª; durante la batalla del Alfambra estas unidades sufrieron el grueso del ataque del Cuerpo de Ejército de Galicia, que destrozó el eje defensivo republicano. La formación pasó a retaguardia tras el final de los combates.

#### Campaña de Levante
En la primavera de 1938 el mando de la unidad pasó al teniente coronel Gustavo Durán, teniendo una intervención destacada durante la campaña de Levante. En junio la unidad dejó pertenecer al Ejército de Maniobra y pasó a integrarse en el Ejército de Levante, tras la absorción del primero. El XX Cuerpo quedó situado en el sector costero de la línea XYZ. Para esas fechas la formación agrupaba en su seno a las divisiones 53.ª y «C». El 23 de junio las divisiones franquistas de Rafael García Valiño atacaron Onda, donde el XX Cuerpo ofreció una dura resistencia de más de cinco días; los posteriores contraataques republicanos recuperaron algunas posiciones y paralizaron la ofensiva de García Valiño. El día 29 las fuerzas del XX Cuerpo sustituyeron al machacado XXII Cuerpo de Ejército —que pasó a la reserva— y se lanzaron al contraataque contra el Cuerpo de Ejército de Galicia. Tras sostener fuertes combates, el avance franquista en la costa quedó nuevamente detenido.
Tras el final de los combates en Levante, el XX Cuerpo de Ejército no volvió a intervenir en operaciones militares de relevancia.

## Mandos
Comandantes
- teniente coronel Leopoldo Menéndez López;[12]
- teniente coronel Francisco Galán;
- teniente coronel Gustavo Durán;[13]

Comisarios
- Julián Muñoz Lizcano, del PSOE/PCE;[14]
- Manuel Piñero Bello, del PCE;[15]

Jefes de Estado
- teniente coronel Francisco Domínguez Otero;[1]
- comandante de infantería José Cebrecos Louriel;

## Orden de batalla
| Fecha                   | Ejército adscrito    | Divisiones integradas | sector          |
| Noviembre de 1937       | Ejército de Maniobra | 66.ª, 67.ª, 68.ª      | Reserva general |
| 15 de diciembre de 1937 | Ejército de Levante  | 40.ª y 68.ª           | Teruel          |
| Mayo de 1938            | Ejército de Maniobra | 49.ª, 50.ª y 68.ª     | Levante         |
| Julio de 1938           | Ejército de Levante  | 49.ª y 53.ª y «C»     | Levante         |
| Agosto de 1938          | Ejército de Levante  | 49.ª, 53.ª y 6.ª      | Levante         |
| 31 de octubre de 1938   | Ejército de Levante  | 15.ª, 49.ª y 53.ª     | Levante         |
| Diciembre de 1938       | Ejército de Levante  | 49.ª y 53.ª           | Levante         |
| 5 de marzo de 1939      | Ejército de Levante  | 15.ª, 49.ª y 53.ª     | Levante         |